# Luigi Rossi
Luigi Rossi (Torremaggiore, 1597 körül – Róma, 1653. február 20.) kora barokk olasz zeneszerző és énektanár, a római opera egyik első nagy mestere.

## Élete és munkássága

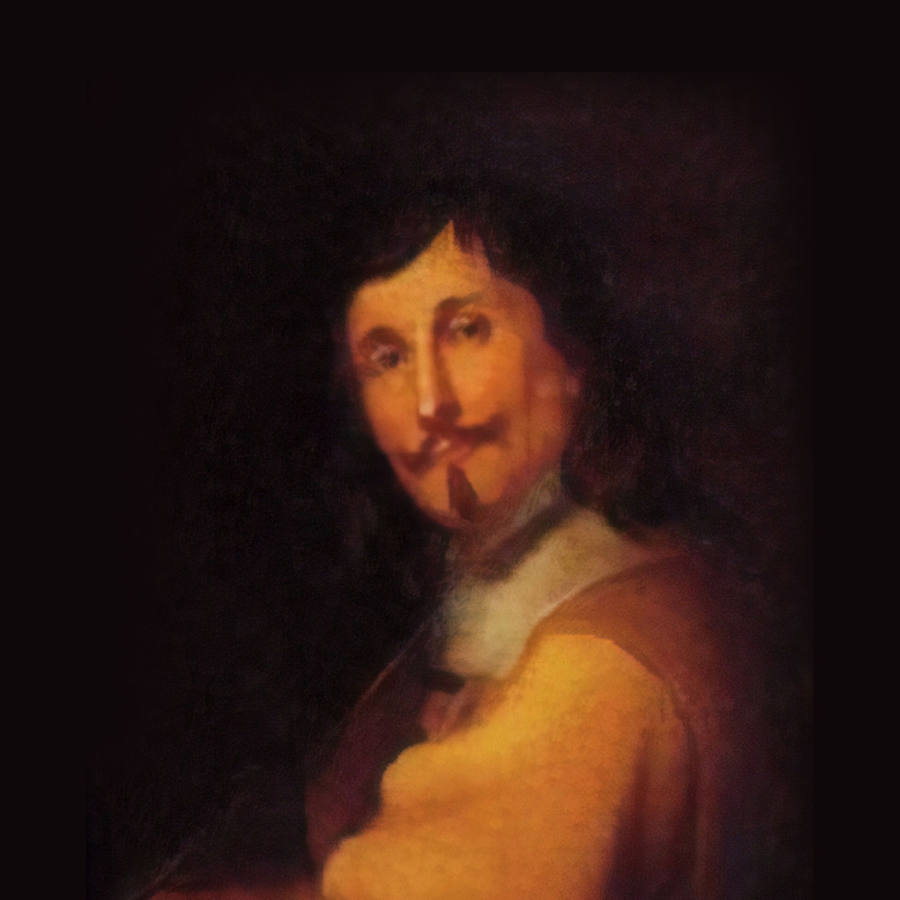
Luigi Rossi (1597-1653)

Torremaggioreban született valószínűleg 1597 körül. Nápolyban folytatott zenei tanulmányokat, majd a Mediciek szolgálatába lépett Firenze városában, mint énekes és zeneszerző. Később Rómába tette át székhelyét, ahol Antonio Barberini tett neki állásajánlatot. Zenei hírnevét 1632-ben alapozta meg, amikor Svédországba utazott, ahol megbízták komponáljon egy kantátát II. Gusztáv Adolf svéd király halálának az alkalmából, aki a harmincéves háborúban a Lützeni-csatában esett el. A Lamento della Regina di Svetia nagy sikert aratott és szerzője nevét ismertté tette szerte Európában. 
1641-ben tért vissza Rómába, ahol VIII. Orbán pápa szolgálatába lépett. Rómában mutatják be első operáját Il palazzo d'Atlante incantato címen. A darab sikert arat, de a pápai udvar nem nézte jó szemmel operaszerzői ténykedését, ezért a mű partitúráját Rospigliosi (ő lesz a következő pápa IX. Kelemen néven) bíboros elkobozta tőle. Így Rossi az elkövetkező években visszatért a kantáták és az oratóriumok komponálásához. 1646-ban meghívást kapott a francia királyi udvarba, ahol Mazarin bíboros megrendelte tőle az első, kifejezetten a francia királyi udvar számára készített olasz operát, az 1647-ben színre vitt Orfeót. A darab ösztönzőleg hatott a kialakuló francia operára. Az Orfeo a szerző második műve volt ebben a műfajban. Ezután nem sokkal visszatért Rómába, ahol 1653-ban meghalt.
Luigi Rossi a római opera első nagy mesterei közé tartozott. Első operájában a Il palazzo incantato D’Atalent című darabban még csak a tréfás jelenetek nagy száma figyelemre méltó, de ezenkívül nem nyújt benne semmi újat. Az Orfeo viszont már fontos darab. Az antik mítoszt mellékszereplőkkel és -cselekménnyel, komikus jelenetekkel gazdagította. A szerző a római opera stílusában alkotta meg a művet gazdag kórus jelenetekkel és balettel. Operái mellett számos oratórium, és mintegy 300 kamarakantáta került ki a keze alól. Kantátái többnyire rövid, strofikus canzonák 1-2 szólamra, bel canto stílusban. De némely darabokban hosszabb formák is megjelentek, recitativo, ária-szerű vagy arioso-szakaszok váltakozásával.